# Louis Slootmaeckers
Jan Lodewijk (Louis) Slootmaeckers, ook bekend als Piet Sloot (Niel, 24 februari 1875 – aldaar, 1 februari 1945) was een Belgisch componist, dirigent, organist, trombonist en handelaar. Hij is de vader van de componist, muziekpedagoog en klarinettist Marcel Slootmaeckers.

## Levensloop
Bij een Nielse muziekmaatschappij werd zijn muzikaal talent ontdekt. Hij werd een groot muziekliefhebber, die zich vooral door zelfstudie opwerkte. In de muziekvereniging was de trombone zijn instrument. Na zijn diensttijd werd hij beroepsmuzikant in het leger. In zijn geboortedorp richtte hij een muziek- en instrumentenwinkel op. Hij werd ook muziekuitgever en was een van de eerste leden van de Nationale Vereniging voor Auteursrecht (NAVEA), waaruit later de SABAM ontstond. Vanaf 1905 fungeerde hij als koster en organist en als koorleider. Daarnaast trad hij vanaf 1900 op als dirigent van verschillende muziekmaatschappijen.
Zo was hij dirigent van navolgende harmonieën en fanfares Koninklijke Fanfare Concordia, Tisselt, Koninklijke Katholieke Harmonie Verbroedering Rumst, Koninklijke Katholieke Werkersharmonie "Recht door Zee", Temse (1928-1932), harmonie "Sint-Hubertus" Niel (1907), harmonie St. Cecilia Niel (1900-1910), Koninklijke Harmonie Sint-Bavo Wilrijk en de Koninklijke Fanfare St. Cecilia Eikevliet (1911-1945).
Als componist schreef hij vooral werken voor harmonie- en fanfareorkesten. Daarnaast bewerkte hij werken van klassieke componisten voor harmonie- en fanfareorkest zoals Fantasy op Hullebroecks liederen, Groeninghe naar Jef Van Hoof, Antwerpen-Limburg op motieven van Peter Benoit, Rubensmarsch strijdkreet en Van Rijswick-Marsch eveneens naar Peter Benoit.

## Composities

### Werken voor harmonie- en fanfareorkesten
- Monty
- Mercator March voor klaroenen en fanfareorkest
- Sporting
- Unitas